# Schweiz Grand Prix 1953
Schweiz Grand Prix 1953 var det åttonde av nio lopp ingående i formel 1-VM 1953.  

## Resultat
- 1 Alberto Ascari, Ferrari, 8+1 poäng
- 2 Nino Farina, Ferrari, 6
- 3 Mike Hawthorn, Ferrari, 4
- 4 Juan Manuel Fangio, Maserati[1], 1½
- = Felice Bonetto, Maserati[1], 1½
- 5 Hermann Lang, Maserati, 2
- 6 Luigi Villoresi, Ferrari
- 7 Ken Wharton, Ken Wharton (Cooper-Bristol)
- 8 Max de Terra, Ecurie Espadon (Ferrari)
- 9 Albert Scherrer, HMW-Alta

### Förare som bröt loppet
- Chico Landi, Escuderia Bandeirantes (Maserati) (varv 54, växellåda)
- Emmanuel de Graffenried, Emmanuel de Graffenried (Maserati) (49, transmission)
- Onofre Marimón, Maserati (46, motor)
- Maurice Trintignant, Gordini (43, drivaxel)
- Jean Behra, Gordini (37, oljetryck)
- Felice Bonetto, Maserati[2]
- Juan Manuel Fangio, Maserati[2] (29, motor)
- Lance Macklin, HMW-Alta (29, motor)
- Peter Hirt, Ecurie Espadon (Ferrari) (17, motor)
- Paul Frère, HMW-Alta (1, motor)
- Jacques Swaters, Ecurie Francorchamps (Ferrari) (0, snurrade av)
- Louis Rosier, Ecurie Rosier (Ferrari) (0, snurrade av)

### Förare som ej startade
- Louis Chiron, Louis Chiron (Osca)
- Fred Wacker, Gordini
- Élie Bayol, Élie Bayol (Osca)